# Beatrice Sola
Beatrice Sola (Trento, 11 febbraio 2003) è una sciatrice alpina italiana.

## Biografia
Specialista delle prove tecniche originaria di Sardagna, si è formata sportivamente nel Falconeri Ski Team di Avio e allo Schigymnasium (liceo sportivo) di Stams, in Austria.
Attiva nel circuito FIS dal novembre del 2019, ha esordito in Coppa Europa il 12 dicembre 2020 in Valle Aurina in slalom speciale (28ª) e in Coppa del Mondo l'11 dicembre 2022 a Sestriere nella medesima specialità, senza completare la prova; il 14 gennaio 2023 ha conquistato a Pozza di Fassa sempre in slalom speciale il primo podio in Coppa Europa (2ª) e ai successivi Mondiali juniores di Sankt Anton am Arlberg 2023 ha vinto la medaglia di bronzo nello slalom speciale e nella combinata a squadre e ai Mondiali di Courchevel/Méribel 2023, sua prima presenza iridata, si è classificata 30ª nello slalom speciale, 8ª nella gara a squadre e non ha completato lo slalom gigante. Non ha preso parte a rassegne olimpiche.

## Palmarès

### Mondiali juniores
- 2 medaglie:
  - 2 bronzi (slalom speciale,combinata a squadre a Sankt Anton am Arlberg 2023)

### Coppa del Mondo
- Miglior piazzamento in classifica generale: 105ª nel 2025

### Coppa Europa
- Miglior piazzamento in classifica generale: 6ª nel 2023
- 2 podi:
  - 1 secondo posto
  - 1 terzo posto

### South American Cup
- Miglior piazzamento in classifica generale: 14ª nel 2024
- 2 podi:
  - 1 vittoria
  - 1 terzo posto

#### South American Cup - vittorie
| Data              | Località     | Paese     | Specialità |
| ----------------- | ------------ | --------- | ---------- |
| 14 settembre 2023 | Cerro Castor | Argentina | SL         |

Legenda:

SL = slalom speciale

### Campionati italiani
- 1 medaglia:
  - 1 argento (combinata nel 2023)